# You Don’t Bring Me Flowers
You Don’t Bring Me Flowers – singel Barbry Streisand i Neila Diamonda z 1978 roku.

## Informacje ogólne
Piosenkę napisali Alan i Marilyn Bergmanowie. Początkowo miała służyć jako motyw muzyczny dla serialu All That Glitters, jednak ostatecznie została uznana za niepasującą do koncepcji produkcji. Neil Diamond nagrał solową wersję „You Don’t Bring Me Flowers” w 1977 na album I’m Glad You’re Here with Me Tonight, a rok później Barbra Streisand umieściła utwór na swojej płycie Songbird. Jesienią 1978 roku artyści nagrali w duecie nową wersję piosenki, która następnie pojawiła się na ich kolejnych płytach: Greatest Hits Volume 2 Streisand oraz You Don’t Bring Me Flowers Diamonda. Nagranie spotkało się z dużym sukcesem komercyjnym, docierając do 1. miejsca amerykańskiej i kanadyjskiej listy przebojów. W lutym 1980 Streisand i Diamond wykonali piosenkę na żywo na rozdaniu nagród Grammy.

## Pozycje na listach
| Lista             | Pozycja |
| ----------------- | ------- |
| Kanada            | 1       |
| Stany Zjednoczone | 1       |
| Wielka Brytania   | 5       |